# Friederike de Beauclair
Friederike de Beauclair, geborene Krüger (* 23. September 1882 in Darmstadt; † 4. Februar 1946 in Oberstdorf) war eine deutsche Malerin.

## Leben
Friederike Krüger besuchte die Malschule von Adolf Beyer in Darmstadt und studierte dann an der Kunstakademie Karlsruhe bei Friedrich Fehr. 1906 heiratet sie den aus Darmstadt stammenden Maler Alexander Wilhelm de Beauclair (1877–1962) und ließ sich mit diesem in der Künstlerkolonie auf dem Monte Verità in Ascona nieder. Im Jahr 1920 verließ sie ihren Mann und kehrte mit ihren beiden Söhnen Gotthard (1907–1992) und Wilfried (1912–2020) nach Darmstadt zurück.
Sie war zunächst vor allem als Porträtmalerin tätig, bei ihren zahlreichen Reisen in Europa und Argentinien malte sie jedoch auch zahlreiche Landschaftsbilder. Der größte Teil der Werke der Malerin verbrannte 1944 in Darmstadt.